# Spartanburg
Spartanburg è una città degli Stati Uniti d'America, capoluogo della contea omonima nella Carolina del Sud, conosciuta in Europa poiché sede dei principali stabilimenti produttivi della casa automobilistica tedesca BMW in territorio statunitense, dove vengono assemblati alcuni modelli di Sport Utility Vehicle.
Al censimento del 2000 possedeva una popolazione di 39 673 abitanti.